# Patong

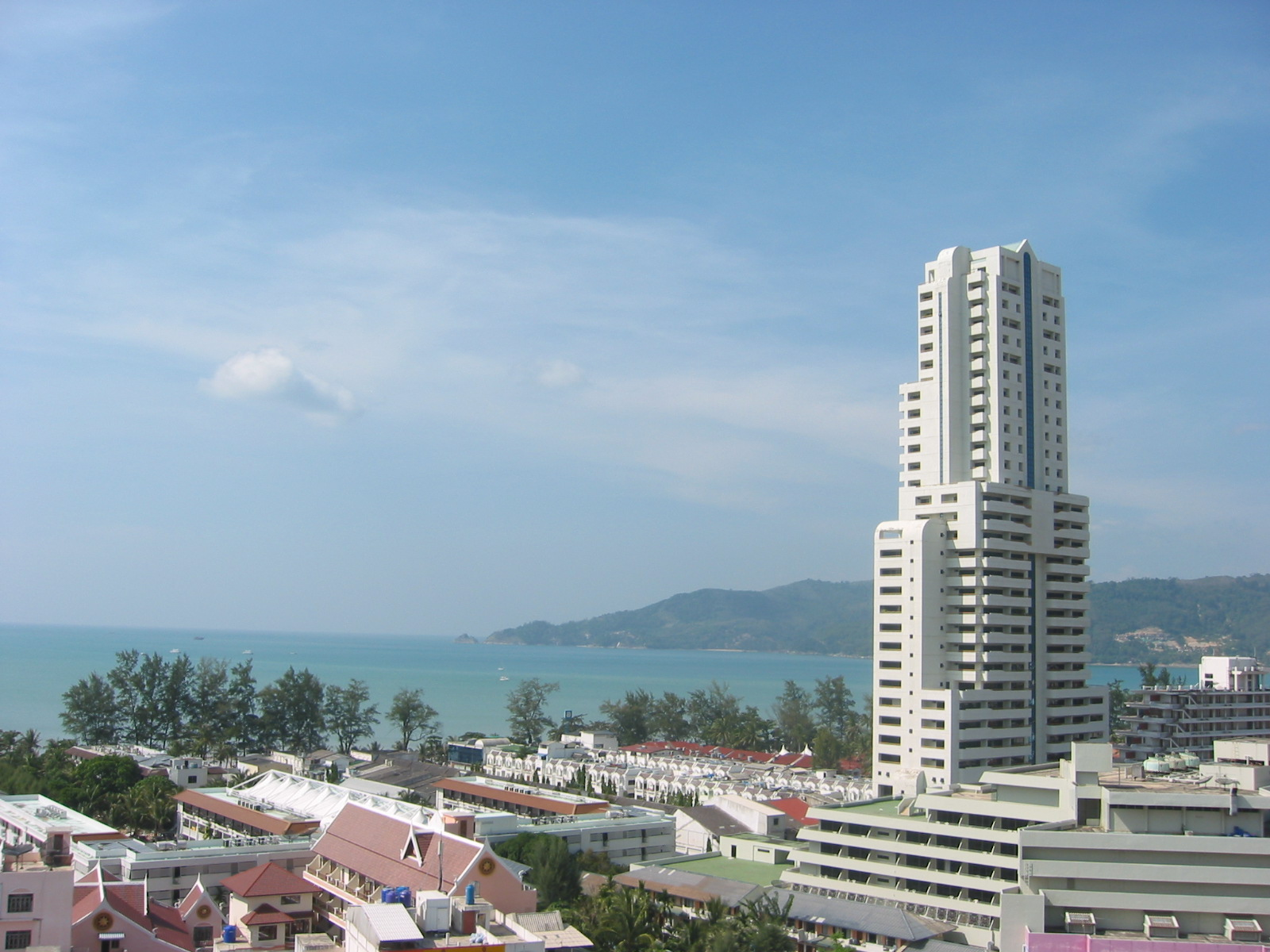
Vy av Patong Beach, med hotell i förgrunden.

Patong Beach (Thai หาดป่าตอง) var en gång i tiden en liten fiskeby, nu är det den mest utvecklade stranden på ön Phukets västra kust i Thailand. Den två km långa stranden blev populär bland västerlänningar, speciellt européer i slutet av 80-talet, nu finns ett stort antal hotell och hotellkedjor representerade i Patong.
Patong beach är mest känt för sitt nattliv som är koncentrerat till två områden, Bangla Road och Paradise complex där Bangla Road företrädesvis vänder sig till den straighta publiken och Paradise complex vänder sig till gaypubliken. 
Den 26 december 2004 drabbades Patong beach hårt av tsunamin som slog in över hela Thailands västkust. Flodvågen orsakade stor förödelse och de flesta av hotellen och butikerna som låg närmast stranden ödelades helt. Patong var ett av Phukets värst drabbade områden av tsunamin, dock inte lika hårt drabbat som det närbelägna Khao Lak. Återuppbyggnaden har dock gått väldigt fort och idag så märks inte mycket av den enorma katastrof som drabbade Patong beach.
Patongområdet är även känt för att attrahera kriminalitet och prostitution. Korruption samt trafikrelaterade olyckor är vanligt förekommande.